# Brinckochrysa nachoi
Brinckochrysa nachoi är en insektsart som beskrevs av Monserrat 1977. Brinckochrysa nachoi ingår i släktet Brinckochrysa och familjen guldögonsländor. Inga underarter finns listade i Catalogue of Life.